# Liste des commanderies templières en Provence-Alpes-Côte d'Azur
| Cette liste recense les commanderies et maisons de l'Ordre du Temple présentes en Provence-Alpes-Côte d'Azur. |

## Commanderies et maisons du Temple
Il ne faut pas confondre les commanderies, chef-lieu administratif d'un ensemble de biens (seigneuries, maisons, étangs, marais salants, granges, moulins, tenures, terres…) et les « simples » maisons du Temple qui pouvaient avoir leur propre précepteur (ce n'est pas systématique) mais subordonnées à une commanderie. En sachant que certaines de ces maisons annexes prirent de l'importance et devinrent des commanderies secondaires. Les commanderies relevaient également d'une commanderie principale (baillie), les baillies étant aux ordres d'un maître de province.

Pour certaines, le rang exact est difficile à déterminer et il faut s'en tenir aux publications récentes spécifiques aux ordres militaires. On citera comme exemple la maison de Peirasson (Peyrassol), qui avait son propre précepteur en 1256 mais qui était rattachée à la commanderie d'Hyères avec un commandeur commun au moment de l'arrestation des templiers. Pour autant, la seigneurie de Cogolin dépendait pendant la seconde moitié du XIIIe siècle de Peirasson. Cette maison devenant un membre de la Commanderie de Beaulieu (Solliès-Pont)une fois passée aux Hospitaliers et il s'agit maintenant du domaine viticole connu sous le nom de « commanderie de Peyrassol ».
La liste et la carte ci-dessous distinguent donc les établissements templiers en fonction de ce rang, à savoir les commanderies et les maisons annexes (Maisons du Temple). Elle ne reflète pas l'importance des établissements après leur dévolution aux Hospitaliers. 
 : Cet édifice est classé/inscrit au titre des Monuments historiques.

* Commanderie principale (baillie) ⇒ B, commanderie ⇒ C, maison du Temple aux ordres d'un précepteur ⇒ M.
| Rang    | Commanderie / Maison  | Ville actuelle (ou à proximité)      | Observations                                                                                |
| ------- | --------------------- | ------------------------------------ | ------------------------------------------------------------------------------------------- |
| C       | Aix-en-Provence       | Aix-en-Provence                      | [ 2 ]                                                                                       |
| C       | Arles                 | Arles                                | ,                                                                                           |
| C       | Avignon               | Avignon                              | Classé MH (2000, chapelle) ,                                                                |
| C       | Bayle                 | Saint-Antonin-sur-Bayon              | ,                                                                                           |
| C       | Biot                  | Biot                                 | [ 2 ]                                                                                       |
| C       | Bras                  | Bras                                 | Inscrit MH (1957, chapelle)                                                                 |
| C / M ? | Broc                  | Le Broc                              | Ferme du domaine de Pra David                                                               |
| C       | Cavaillon             | Cavaillon                            | [ 9 ]                                                                                       |
| C       | Châteauneuf           | Châteauneuf-de-Gadagne               | ,                                                                                           |
| M       | Digne                 | Digne                                | ,                                                                                           |
| M       | Embrun                | Embrun                               | Chef-lieu de la baillie de Gap et d'Embrun ?                                                |
| M       | Entrevaux             | Entrevaux                            | [ 13 ]                                                                                      |
| M       | Fonfrède              | Beaujeu                              | [ 15 ]                                                                                      |
| C       | Fos                   | Fos-sur-Mer                          | Dans l'enceinte du château                                                                  |
| M       | Gap                   | Gap                                  | Chef-lieu de la baillie de Gap et d'Embrun ?                                                |
| M       | Grasse                | Grasse                               | [ 2 ]                                                                                       |
| C       | Hyères                | Hyères                               | Classé MH (1987, chapelle),                                                                 |
| M       | La Bastide-d'Astros   | Vidauban                             | Bastida de Strolis · Inscrit MH (2009, domaine des châteaux d'Astros)                       |
| M       | La Roche              | La Roche-des-Arnauds                 | « Domus Milicie templi de Rocha » Annexe de la commanderie du Col-de-Cabres dans la Drôme   |
| C       | Limaye                | La Bastide des Jourdans              | [ 2 ]                                                                                       |
| C       | Marseille             | Marseille                            | ,                                                                                           |
| M       | Montfort sur Argens   | Montfort-sur-Argens                  | possession de la Commanderie du Ruou · Inscrit MH (1965, façade, toiture et escalier à vis) |
| C       | Nice                  | Nice                                 | [ 2 ]                                                                                       |
| C       | Orange                | Orange                               | [ 2 ]                                                                                       |
| M       | Peirasson (Peyrassol) | Flassans-sur-Issole                  | [ 22 ]                                                                                      |
| C       | Richerenches          | Richerenches                         |                                                                                             |
| C       | Rigaud                | Rigaud                               | ,                                                                                           |
| C       | Roaix                 | Roaix                                | [ 2 ]                                                                                       |
| C       | Ruou                  | Villecroze                           | Inscrit MH (1929, chapelle),                                                                |
| M       | Saint-Martin          | Vence (lieu-dit « Baou des Blancs ») | Inscrit MH (1927, Commanderie)                                                              |
| C       | Saint-Maurice         | Régusse                              | Sur les terres de Saint-Maurin 43° 40′ 48″ N, 6° 03′ 20″ E                                  |
| M       | Saliers               | Saliers                              | dépendait de Saint-Gilles (Gard),                                                           |
| C       | Sisteron              | Sisteron                             | ,                                                                                           |
| M       | Tallard               | Tallard                              | Domus Templi de Talardo                                                                     |
| C       | Tarascon              | Tarascon                             | maison du commandeur de Laurade d'abord sur l'Ile de Jarnègues, puis porte de la Condamine  |
| C       | Toulon                | Toulon                               | ,                                                                                           |
| M       | Venrella              | Saintes-Maries-de-la-Mer             | « Domus Templi de Vencella, Verencella, Verenrellus »                                       |

| Localisation en Provence-Alpes-Côte d'Azur (Liens vers les articles correspondants) |
| --- |
| \| Languedoc- Roussillon Rhône-Alpes Lig. Piémont Aix-en-P. Arles Avignon Bayle Biot Bras Le Broc Cavaillon Châteauneuf Digne Embrun Entrevaux Fonfrède Fos Gap Grasse Hyères Astros La Roche Laurade Limaye Marseille Nice Orange Peyrassol Richerenches Rigaud Roaix Ruou Var St-Martin St-Maurice Saliers Sisteron Tallard Tarascon Toulon Montfort Venrella \| |
| Languedoc- Roussillon Rhône-Alpes Lig. Piémont Aix-en-P. Arles Avignon Bayle Biot Bras Le Broc Cavaillon Châteauneuf Digne Embrun Entrevaux Fonfrède Fos Gap Grasse Hyères Astros La Roche Laurade Limaye Marseille Nice Orange Peyrassol Richerenches Rigaud Roaix Ruou Var St-Martin St-Maurice Saliers Sisteron Tallard Tarascon Toulon Montfort Venrella       |

### Autres possessions templières attestées
- L'Île de l'Estel, qui fermait le marais de Peccais en face d'Aigues-Mortes, possession templière de la fin du XIIe siècle, et sur laquelle ils avaient érigé la chapelle Sancta Maria de Astellis, et implanté un établissement désigné Nega Romieu, où se trouvaient des entrepôts maritimes loués à des marchands. La possession de ces biens fut confirmée en août 1258 par le sénéchal de Carcassonne et de Beaucaire, et recopié dans le Chartier du Temple de Saint-Gilles[33],[34]
- une chapelle domus templi sur une île au large du Port de Marseille, probablement l'île Saint-Étienne (aujourd'hui île de Ratonneau) dans l'archipel du Frioul, dans laquelle des frères auraient été reçus avant leur embarquement pour la Terre Sainte[35],[36].
- Un Hospicium (Maison en pierre située en ville) dans le bourg des Saintes-Maries-de-la-Mer (Villa de Mari)[37]

### Attributions incertaines ou sujettes à caution
Il existe quelques cas où l'on constate au XIIIe siècle la présence d'une commanderie pour chacun de ces deux ordres militaires comme celles de Saint-Gilles mais la liste ci-dessous n'entre pas dans ce cas de figure:
- Commanderie du Grand Beaulieu à Solliès-Pont qui appartenait déjà aux Hospitaliers au XIIIe siècle[38],[39]. Amalgame et confusion avec la commanderie de Beaulieu sur la commune de Mirabel-aux-Baronnies dans le Vaucluse. Elle devint au XIVe siècle une importante commanderie hospitalière à laquelle furent réunies les anciennes possessions templières qui l'entouraient dont Bras, Cogolin, Hyères et Peirasson (Peyrassol).
- Comps-sur-Artuby : La chapelle Saint-André, dite « des Templiers »[40]. La seigneurie de Comps étant déjà partagée en 1189 entre les Hospitaliers et Boniface de Castellane. Les Hospitaliers y établirent une commanderie[41]. La confusion pourrait venir de Rostan de Comps[42], commandeur templier de Richerenches et de Bertrand de Comps, le 17e Grand-maître de l'ordre de Saint-Jean de Jérusalem qui était originaire de Comps (Drôme) en Bas-Dauphiné.
- Château de Gréoux-les-Bains, qui semble d'origine hospitalière[43]
- Saint-Raphaël est indiqué comme tel dans la base Mérimée[44] mais cette attribution est sujette à discussion[N 8]
- Collioure: en 1207, le roi d’Aragon concède aux Templiers de la terre à l’intérieur du château ainsi qu'à l’extérieur de l’enceinte. Il leur permet d’ouvrir une porte dans les murs et de construire des maisons à l’intérieur ou à l’extérieur du château. Leur établissement semble cependant être resté modeste[45], bien qu'il ait permis l'embarquement d'hommes et de marchandises à destination de la Terre Sainte[46].